# تپه گبران ۳
تپه گبران ۳ مربوط به هزاره اول قبل از میلاد است و در شهرستان مانه و سملقان، بخش مانه، دهستان اترک، ۱ کیلومتری غرب روستای اینجانلو واقع شده و این اثر در تاریخ ۱۸ شهریور ۱۳۸۷ با شمارهٔ ثبت ۲۳۳۰۱ به‌عنوان یکی از آثار ملی ایران به ثبت رسیده است.